# Suzanne Demarquez
Suzanne Demarquez, née le 5 juillet 1891 à Paris 18e et morte le 23 octobre 1965 à Clichy-La-Garenne (Hauts-de-Seine), est une compositrice, critique musicale et professeure française.

## Biographie
Suzanne Demarquez naît le 5 juillet 1891 à Paris (18e arrondissement),.
Après des études au Conservatoire de Paris, elle compose principalement des œuvres de musique de chambre, des quatuors vocaux et des mélodies, et se distingue comme autrice d'ouvrages sur la musique, avec Purcell (Paris, 1951), André Jolivet (Paris, 1958), Manuel de Falla (Paris, 1963) et Hector Berlioz (Paris, 1969).
Comme pédagogue, elle a compté parmi ses élèves le chef d'orchestre Alain Lombard, la pianiste Monique Haas ou le compositeur Jean-Claude Risset, notamment.
Suzanne Demarquez pratique également une activité de critique musicale, « qu'elle exerce avec infiniment de goût et un sens pénétrant des valeurs », selon les mots de Paul Landormy.

## Œuvres
Comme compositrice, elle s'est principalement consacrée à la musique de chambre. Selon Paul Pittion, « Suzanne Demarquez semble se complaire dans le genre ». Ses partitions ne portent pas de numéro d'opus. Suzanne Demarquez « a toujours tenté de s'exprimer dans un langage indépendant et personnel, mais basé sur une forme et une construction solides. Bien qu'ayant été principalement attirée par la musique pure, son goût de la lecture et des voyages l'a incitée à mettre dans sa musique des impressions, des souvenirs, des évocations diverses ».

### Œuvres vocales
- 1925 : La coupe inspirée, sur six poèmes turcs du XVIIIe siècle ;
- 1928 : Le diadème de Flore, sur cinq poèmes de Gérard d'Houville ;
- 1942 : Deux sonnets de Nerval ;
- 1955 : Cinq poésies de José Bruyr.

### Musique de chambre
- 1923 : Sonate pour violoncelle et piano ;
- 1927 : Quatuor à cordes ;
- 1928 : Rapsodie lyrique pour violon et piano ;
- 1946 : Trio à cordes ;
- 1946 : Quatre pièces brèves pour flûte, violoncelle et batterie ;
- 1953 : Sonatine pour flûte et piano.

### Musique pour le piano
- Deux Sonatines pour piano seul ;
- Barcarolle pour deux pianos.

### Musique pour la harpe
- 1930 : deux Pièces pour harpe seule.

### Musique pour instrument soliste
- 1956 : Bosphore pour violoncelle seul ;
- 1957 : Variations sur un thème oriental pour flûte seule.

## Ouvrages publiés

### Ouvrages d'enseignement
- Suzanne Demarquez et Marthe Morange, Le petit clavier, Paris, Salabert, préfacé par Alfred Cortot

### Monographies
- 1951 : Suzanne Demarquez, Purcell, Paris, Éditions du Vieux Colombier, coll. « La Colombe »,
- 1958 : Suzanne Demarquez, André Jolivet, Paris, Ventadour, coll. « Musiciens d'aujourd'hui »,
- 1963 : Suzanne Demarquez, Manuel de Falla, Paris, Flammarion,
- 1969 : Suzanne Demarquez, Hector Berlioz, Paris, Seghers, coll. « Musiciens de tous les temps », publié à l'occasion du centenaire de la naissance d'Hector Berlioz.